# Fräulein SS
Pour plus de détails, voir Fiche technique et Distribution.
Fräulein SS (La svastica nel ventre) est un film d'exploitation italien réalisé par Mario Caiano et sorti en 1977.

## Synopsis
Hannah Meyer, une juive vivant pendant la Seconde Guerre mondiale, voit sa famille être gazée une fois arrivée dans un camp de concentration.
Elle est ensuite prostituée de force dans un bordel pour gardiens SS, devenant l'amante du directeur du camp, dans le cadre d'une relation sado-maso.
Ce directeur lui donne l'identité de Lola Kahr, une aryenne, et Hannah se retrouve à diriger un bordel pour officiers SS.

## Fiche technique
Sauf indication contraire, les informations mentionnées dans cette section peuvent être confirmées par la base de données cinématographiques IMDb,  présente dans la section « Liens externes ».
- Titre original : La svastica nel ventre[1]
- Titre français : Fräulein SS ou Destin de femme ou Poupées nazies[2]
- Réalisateur : Mario Caiano (sous le nom de « William Hawkins »)
- Scénario : Gianfranco Clerici, Sandro Amati, Mario Caiano
- Photographie : Sergio Martinelli
- Montage : Gianmaria Messeri
- Musique : Francesco De Masi
- Décors : Luciano Spadoni (it)
- Maquillage : Raul Ranieri
- Société de production : Filmes Cinematografica
- Pays de production :  Italie[2]
- Langue de tournage : italien
- Format : Couleur par Eastmancolor - Son mono - 35 mm
- Durée : 93 minutes (1h33)
- Genre : Drame érotique[2]
- Dates de sortie :
  - Italie : 28 janvier 1977
  - France : 4 juillet 1984[2]

## Distribution
- Sirpa Lane : Hannah Meyer / Lola Kahr
- Giancarlo Sisti : Capitaine Kurt Von Stein
- Roberto Posse : Capitaine Klaus Berger
- Gianfilippo Carcano : le père d'Hannah.
- Piero Lulli : Général dans la maison de tolérance
- Marzia Ubaldi : Kapo Gruber, la lesbienne
- Renata Moar : la sœur de Klaus
- Isabella Russo :
- Cristiana Borghi : Leila Goschmitt, juive dans la maison close.
- Mike Morris :
- Sarah Crespi : La juive qui se suicide
- Margaret Horowitz : Martha, la mère d'Hannah
- Gaetano Russo :
- Gianni Di Benedetto :
- Gudrun Gundelach : Dr. Günther
- Gloria Piedimonte : Juive dans une scène saphique
- Gianfranca Dionisi :
- Rita Moscatelli :
- Piero Caretto :
- Fernando Cerulli (non crédité) : archiviste
- Karine Verlier (non crédité) : Juive dans une scène saphique